# فهرست پارک‌های اراک
ایجاد و توسعه فضای سبز را یکی از اقدامات اساسی و مؤثر در جهت کاهش آلایندگی و حفظ سلامت شهروندان است. در حال حاضر تعداد ۱۰۰ پارک در مساحتی بالغ بر ۵/۳۶۸ هکتار در شهر اراک وجود دارد. از لحاظ مساحت مناطق ۱ و ۳ شهر دارای سطح مطلوب فضای سبز هستند و منطقه ۲ به دلیل قدیمی بودن بافت با کمبود فضای سبز مواجه است. با توجه به صنعتی بودن شهر اراک طبق  ماده ۱۱ طرح جامع کاهش آلودگی هوای اراک مقرر شده‌است تا ۳۰ درصد فضای واحدهای تولیدی و صنعتی به فضای سبز تبدیل گردد، اما تاکنون هیچ اقدامی در جهت افزایش میزان فضای سبز در صنایع شهر صورت نگرفته‌است و در برخی مواقع بسیاری از فضاهای سبز ورودی شهر اراک نیز به دلیل بی‌توجهی و عدم انجام برنامه مناسب نابود شده‌است. در حال حاضر ۱۲۰ هکتار از اراضی صنعتی اراک، سبز است. همچنین با توجه به کلانشهر شدن اراک باغ‌های منطقه کرهرود و سنجان در معرض تهدید تغییر کاربری یا خشکسالی قرار گرفته‌اند. از جمله اقدامات پیشنهاد شده برای حفظ فضای سبز این مناطق تأمین آب باغ‌ها، ممنوعیت هر گونه تغییر کاربری توسط شهرداری و شورای شهر، لایروبی قنات‌های خشک شده و ترمیم چاه‌هایی که از رده خارج شده و غیرقابل استفاده می‌باشند؛ مانند قنات مستوفی، خان حاکم، جرقان، شرکت، خاکباز و ... ،  برخورد قضایی با عوامل تخریب فضای سبز و باغ‌های این محدوده و ثبت تمامی باغ‌های شهرهای مذکور و پلاک کوبی درختان و تبدیل این محدوده به پارک ملی با توجه به قدمت تاریخی باغ‌های دو منطقه است.

## فهرست پارک و فضای سبز شهر

### منطقه ۱
- پارک جنگلی شهید باهنر
- پارک ایرالکو
- پارک ماشین سازی
- پارک ۴۰ کاج
- پارک پاییزان
- فضای سبز شهرصنعتی
- پارک غدیر
- پارک نیلوفر
- پارک هپکو
- پارک شهدای گمنام
- پارک لاله
- پارک پامچال
- پارک فاطمیه
- پارک معلم
- پارک کشاورز
- پارک مشاهیر
- پارک الهیه
- پارک فرجی
- پارک مادر
- پارک دانشجو
- پارک مصطفی خمینی
- پارک پیروزی
- پارک شهر
- پارک لاله
- پارک دانش آموز
- پارک سوم خرداد
- پارک خانه سازی
- پارک استاد فراهانی
- پارک شقایق

### منطقه ۲
- پارک جنت
- پارک امیرکبیر
- پارک کودک
- پارک آویشن
- پارک پونه
- پارک ملت
- پارک زنبق
- پارک اعلم الهدی
- باغ ملی
- پارك خانوادگي هراتي

### منطقه ۳
- پارک آزادی
- پارک خیبر
- پارک گلبرگ
- پارک ولایت
- پارک شهید آسنجرانی

### منطقه کرهرود
- صحرای خطیر
- باغ نو
- پارک مدیری
- باغ‌های کرهرود

### منطقه سنجان
- باغ‌های سنجان
- سه اله
- فهریز
- فیراسه
- قلمستان
- پارک کلاله
- پارک مامان جندت